# توفيق عسلية
توفيق عسلية جبارين هو قاضي فلسطيني وأول رئيس لمجلس أم الفحم المحلي، ولد عام 1925، وتوفي في 19 يوليو 2015.

## السيرة
تلقى تعليمه الابتدائي في مدرسة أم الفحم، بعدها أرسله والده إلى المدرسة الأحمدية في مسجد الجزار في عكا، بعد تخرجه منها التحق بالجامعة الأزهرية في القاهرة، ودرس في كلية الشريعة والإفتاء والقضاء.
بعد تخرجه عاد إلى أم الفحم، وعُين في العامي 1946 و1947 معلمًا في بعض المدارس الأهلية في يافا، وعند احتلالها عام 1948 عاد إلى أم الفحم وانخرط في الدفاع عنها، وعُين ضابطًا في الفوج الفلسطيني الذي أقامه الجيش العراقي.
بعد تسليم أم الفحم لإسرائيل عُين معلمًا في مدرسة أم الفحم، ثم استقال وكان أول رئيس معين لمجلس أم الفحم المحلي عام 1960، وعند استقالته من هذا المنصب عُين سكرتيرًا للمحكمة الشرعية في يافا، ثم أصبح قاضيًا فيها، بعدها أصبح رئيسًا لمحكمة الاستئناف الشرعية في القدس إلى أن أحيل إلى التقاعد عام 1994.

## وصلات خارجية
- "الشيخ توفيق عسلية يتحدث عن أم الفحم" على يوتيوب.